# Rumina (mitologia)
Rumina era una divinitat de la mitologia romana que protegia a les mares lactants i probablement als nadons lactants. Era una deessa que formava part del grup dels indígets unes divinitats tutelars, amb una funció limitada a un aspecte o a un acte en concret, fora del qual no tenien entitat. Ruma o rumis, en llatí significa mamella.
Noni Marcel diu que segons Varró hi havia un temple dedicat a Rumina al costat del Ficus Ruminalis, a l'entrada de la cova de Luperc, al turó del Palatí on hi van fer cap Ròmul i Rem de nadons. Varró explica també que al temple s'hi oferia llet, en lloc de vi.
Agustí d'Hipona en un passatge que ridiculitza el paganisme diu:
| «                                           | Calia encomanar a la deessa Opis el nen que neix, al déu Vaticà el nen que plora, a la deessa Cunina el nen que està al bressol, a la deessa Rumina el nen que alleta...? | » |
| — Agustí d'Hipona. La ciutat de Déu, IV, 21 | |   |